# 奇幻導航
《奇幻導航》（英語：A Big Bold Beautiful Journey）是一部2025年美國浪漫劇情片，由名田高梧執導及塞斯·瑞斯執筆，瑪格·羅比、柯林·法洛、凱文·克萊和菲比·沃勒-布里奇主演。
該片由索尼影視娛樂定檔2025年9月19日在美國院線上映。

## 故事概要
故事講述了一對互不相識的陌生人以及將他們彼此聯繫一起且開啟的一連串療癒心靈的旅程。

## 演員
- 瑪格·羅比飾演莎拉（Sarah）
- 柯林·法洛飾演大衛（David）
- 凱文·克萊
- 菲比·沃勒-布里奇
- 莉莉・拉貝（英语：Lily Rabe）
- 茱蒂·透納-史密斯（英语：Jodie Turner-Smith）
- 比利·馬格努森
- 莎拉·蓋登
- 布蘭登·皮雷亞（英语：Brandon Perea）
- 克洛伊·伊斯特（英语：Chloe East）
- 漢米許·林克萊特
- 露西·托馬斯（Lucy Thomas）
- 尤維·赫克特（Yuvi Hecht）
- 卡拉漢·斯科格曼（英语：Calahan Skogman）
- 賈桂琳·諾瓦克（Jacqueline Novak）
- 珍妮佛・葛蘭特（英语：Jennifer Grant）
- 謝爾比·西蒙斯（英语：Shelby Simmons）

## 製作
2020年12月，由塞斯·瑞斯編劇的電影《奇幻導航》登上年度黑名單。 2024年2月，宣布名田高梧將執導該片，瑞斯擔任監製。瑪格·羅比和柯林·法洛正在洽談主演事宜。當月《Deadline》報道稱，索尼影業已在歐洲電影市場達成協議，為該片支付5000萬美元左右的費用，該片被描述為「市場上最熱門的劇本之一」。2024年4月，莉莉・拉貝、茱蒂·透納-史密斯、菲比·沃勒-布里奇和新人露西·托馬斯加入了演出陣容。
該片於2024年4月在加利福尼亞州開拍。

## 發行
《奇幻導航》定檔2025年9月19日在美國上映，該片原排定於2025年5月9日上映。

## 外部連結
- 官方网站
- 互联网电影数据库（IMDb）上《奇幻導航》的资料（英文）
- 爛番茄上《奇幻導航》的資料（英文）